# Suthida
Suthida (* 3. června 1978, Hat Yai, Songkla jako Suthida Tidjai  poslech) je thajská královna a manželka krále Mahá Vatčirálongkóna (Rámy X.) .
Suthida Tidjai původem z čínského etnika Hoklo, se s budoucím králem, tehdy stále korunním princem seznámila v roce 2013, když byla letuškou thajských aerolinií. O rok později se stala součástí ochranky korunního prince. V roce 2016 byla jmenována do hodnosti generála královské gardy.
Za krále se provdala 1. května 2019. Několik dní poté podstoupila společně s králem korunovaci v Bangkoku. Suthida je v pořadí již čtvrtou královou manželkou.